# Hyagnis spinipes
Hyagnis spinipes es una especie de escarabajo longicornio del género Hyagnis, subfamilia Lamiinae. Fue descrita científicamente por Breuning en 1963.
Se distribuye por Laos. Posee una longitud corporal de 5-8 milímetros. El período de vuelo de esta especie ocurre en los meses de abril, mayo, junio, julio, agosto, septiembre y octubre.